# 桜ケ丘町 (宮崎市)
桜ケ丘町（さくらがおかちょう）とは、宮崎県宮崎市内の地名。小松台地域自治区に属している。郵便番号は880-0955。住居表示実施地域。

## 地理
宮崎市の中西部、小松台地域自治区に属し、小松台団地の東部に位置する。小松台地区は旧生目村に当たるが、当町は1977年に旧大淀町域の大塚町から分離し設置された町である。

## 世帯数と人口
2023年（令和5年）6月1日現在の世帯数と人口は以下の通りである。
| 町丁     | 世帯数  | 人口   |
| -------- | ------- | ------ |
| 桜ケ丘町 | 514世帯 | 1211人 |

## 小・中学校の学区
市立小・中学校に通う場合、学区は以下の通りとなる。
| 町名     | 小学校               | 中学校             |
| -------- | -------------------- | ------------------ |
| 桜ケ丘町 | 宮崎市立小松台小学校 | 宮崎市立生目中学校 |

## 交通

### バス
宮交グループの運営するバスが営業している。